# النور مگوایر
اِلنور آنه مگوایر (انگلیسی: Eleanor Maguire; ۲۷ مارس ۱۹۷۰ – ۴ ژانویهٔ ۲۰۲۵) یک عصب‌شناس ایرلندی و استاد علوم اعصاب شناختی در دانشگاه کالج لندن بود، او همچنین از سال ۲۰۰۷ تا زمان مرگش در سال ۲۰۲۵، به عنوان پژوهشگر ارشد اصلی در بنیاد ولکام تراست فعالیت می‌کرد.

## اوایل زندگی و تحصیل
مگوایر در ۲۷ مارس ۱۹۷۰ در دوبلین، ایرلند به دنیا آمد. او روان‌شناسی را در دانشگاه کالج دوبلین خواند و در سال ۱۹۹۰ با مدرک لیسانس هنر فارغ‌التحصیل شد. او در دانشگاه ولز سوانسی در رشته اعصاب روان‌شناسی بالینی و تجربی تحصیل کرد و در سال ۱۹۹۱ با مدرک کارشناسی ارشد فارغ‌التحصیل شد. او دوره دکترای خود را در کالج دانشگاهی دوبلین، ایرلند گذراند، و در آنجا برای اولین بار در حین کار با بیماران به عنوان عصب روان‌شناس در بیمارستان بومونت، دوبلین، به پایه عصبی حافظه علاقه‌مند شد. او دکترای خود را در سال ۱۹۹۴ به پایان رساند، و پایان‌نامه دکترای خود را با عنوان حافظه فضایی دنیای واقعی به دنبال جراحی لوب گیجگاهی در انسان منتشر کرد.

## پژوهش‌ها و حرفه
مگوایر به عنوان پژوهشگر ارشد اصلی در بنیاد ولکام تراست و استاد علوم اعصاب شناختی در مرکز تصویربرداری عصبی بنیاد ولکام در دانشگاه کالج لندن (UCL) در بریتانیا، جایی که معاون مدیر مرکز نیز بود، فعالیت می‌کرد. مگوایر سرپرست آزمایشگاه تحقیقاتی حافظه و درک فضایی و علاوه بر این، عضو افتخاری دپارتمان نوروپسیکولوژی در بیمارستان ملی نورولوژی و نوروسرجری در کوئین اسکوئر لندن بود.
مگوایر و دیگران اشاره کرده‌اند که مجموعه‌ای پراکنده از مناطق مغزی، حافظه اپیزودیک (خودزندگینامه‌ای) انسان را پشتیبانی می‌کنند، که به عنوان حافظه مربوط به رویدادهای شخصی روزمره تعریف می‌شود؛ اینکه این شبکه مغزی به‌طور قابل توجهی با شبکه‌ای که پشتیبان جهت‌یابی در فضای وسیع و سایر عملکردهای شناختی متنوع مانند تخیل و تفکر دربارهٔ آینده است، همپوشانی دارد. در تحقیقات خود مگوایر تلاش کرد تا حافظه اپیزودیک را در چارچوب شناختی گسترده‌تر قرار دهد تا درک کند که چگونه مناطق مشترک مغزی و احتمالاً فرآیندهای مشترک از چنین عملکردهای متفاوتی پشتیبانی می‌کنند. به این ترتیب، او امیدوار بود بینش‌های جدید و بنیادی دربارهٔ مکانیسم‌های درگیر به دست آورد.
تحقیقات مگوایر عمدتاً بر روی هیپوکامپ متمرکز بود، ساختاری در مغز که به‌عنوان بخشی حیاتی برای یادگیری و حافظه شناخته می‌شود. او همچنین به بررسی نقش‌های قشر پاراهیپوکامپال، قشر رتروسپلنیال و قشر شکمی داخلی پیش پیشانی پرداخت. او دانشجویان دکترای زیادی را آموزش داد که از جمله آن‌ها می‌توان به دمیس هسابیس اشاره کرد.

## فعالیت‌های عمومی
علاوه بر فعالیت‌های علمی مستقیم، مگوایر و گروه تحقیقاتی‌اش برنامه‌های فعالی در زمینه مشارکت عمومی داشتند که شامل سخنرانی‌های عمومی، بازدید از مدارس و ارائه نمایش‌ها، مشارکت در برنامه‌های تلویزیونی، رادیویی و اینترنتی، و همکاری با چندین هنرمند می‌شد. این فعالیت‌ها با هدف تشویق افراد در تمام سنین به تفکر دربارهٔ ارزش علم در زندگی روزمره‌شان انجام می‌گرفت. در فوریه ۲۰۱۴، مگوایر یک سخنرانی در مؤسسه سلطنتی (The Royal Institution) انجام داد.

## زندگی شخصی و مرگ
در صفحه مربوط به مگوایر در کتاب «او کیست؟»، علایق شخصی او این‌گونه ذکر شده بود: «عاشق کمدی، حامی صبور تیم فوتبال کریستال پالاس و دوستدار گم کردن راه.» مگوایر در سال ۲۰۲۲ به سرطان ستون فقرات مبتلا شد. او بر اثر عوارض سرطان و ذات الریه در بیمارستانی در لندن در ۴ ژانویه ۲۰۲۵ در سن ۵۴ سالگی درگذشت.